# Old Park River
Der Old Park River ist ein Fluss im Nordwesten des australischen Bundesstaates Tasmanien.

## Geografie
Der etwas mehr als 13 Kilometer lange Old Park River entspringt an den Südhängen des St. Valentines Peak, rund elf Kilometer südöstlich der Hellyer Gorge. Von dort fließt er nach Norden um den St. Valentines Peak herum durch die Old Park Forest Reserve und mündet beim Kara North Prospect, ungefähr sechs Kilometer nordöstlich des Companion Reservoirs, in den Emu River.